# Song of Norway
Song of Norway (Canción de Noruega) es una opereta escrita en 1944 con libreto de Milton Lazarus basado en una obra teatral de Homer Curran y música de Edvard Grieg adaptada por Robert Wright y George Forrest. Una versión cinematográfica muy libre, con grandes cambios tanto en el libro como en la música, fue lanzada en 1970.
Song of Norway fue originalmente desarrollada y presentada en Los Ángeles por la Los Angeles Civic Light Opera de Edwin Lester en 1944, con -esencialmente- el mismo reparto que se vio después en Broadway. Después de exitosas representaciones en Los Ángeles y San Francisco, el espectáculo se estrenó en el Teatro Imperial (Broadway) de Nueva York el 21 de agosto de 1944, y alcanzó las 860 representaciones. Lawrence Brooks fue protagonista como Edvard Grieg. Fue también popular en Londres, con 526 representaciones en el Teatro Palace (Londres), el primer espectáculo de Broadway que cruzó el Atlántico tras la Segunda Guerra Mundial.
La historia se ambienta en Noruega en Troldhaugen y Bergen; así como en Copenhague y Roma en y después de 1860. Sigue las vidas dramatizadas de tres amigos de la infancia: Edvard Grieg (interpretado en Nueva York por Lawrence Brooks), Nina Hagerup (Helena Bliss) y Rikard Nordraak (Robert Shafer). La obra narra las tempranas peleas de Edvard Grieg y sus intentos de desarrollar una música nacional noruega. Grieg sueña con ser un gran compositor y estos sueños los comparte su amigo Nordraak y la enamorada de Grieg, Nina. Grieg es atraído a Italia por la gran prima donna Louisa Giovanni, pero descubre que no puede crear en medio de todo el brillo y la excitación y regresa a Noruega y a su amada Nina a escribir su música. 
El espectáculo muestra danzas, tanto de ballet como folclóricas noruegas, coreografiadas por George Balanchine e interpretadas por el Ballet Ruso de Montecarlo. La melodía del himno nacional noruego, Ja, vi elsker dette landet fue de hecho escrito por Rikard Nordraak con letras del poeta nacional noruego, Bjørnstjerne Bjørnson. Aunque Nordraak fue de hecho el compositor que escribió el himno nacional, fue retratado como un poeta en el espectáculo debido a que se creía que "dos compositores sería complicado".